# Acacia gourmaensis
Espèce
Acacia gourmaensis est une espèce de plantes à fleurs de la famille des Fabaceae et du genre Acacia. C'est un arbre ou un arbuste présente en Afrique tropicale.
Son épithète spécifique gourmaensis fait référence à sa localisation, gourma signifiant « la rive droite du fleuve Niger » en songhaï.

## Description
C'est un arbuste ou petit arbre épineux, pouvant atteindre 4,5 m de hauteur, à cime étroite et ouverte, avec une écorce liégeuse fissurée ou écailleuse, des fleurs blanchâtres et des gousses plus ou moins ovales contenant 1 à 3 graines. Il fleurit en fin de saison des pluies.

## Distribution
Peu commune, l'espèce est présente en Afrique de l'Ouest, du Burkina Faso et de la Côte d'Ivoire au Niger et au Togo.

## Habitat
On la rencontre dans les savanes des zones soudano-guinéennes et guinéennes, sur des sols lourds et limoneux, également sur des sols ferrugineux et latéritiques .

## Utilisation
En médecine traditionnelle, les racines sont utilisées contre la toux, l'écorce comme purgatif.
Les différentes parties de la plante connaissent de multiples autres usages : fourrage, rites funéraires, apiculture, fabrication de cordes et de vannerie, bois de feu et charbon de bois.